# Patrick Bamford
Patrick James Bamford, ou simplesmente Patrick Bamford (Grantham, 5 de setembro de 1993), é um futebolista inglês que atua como atacante. Atualmente defende o Leeds United.

## Carreira
Começou sua carreira no Nottingham Forest, em 2012 foi contratado pelo Chelsea, e foi emprestado para dois clubes diferentes fazendo boas atuações. Principalmente quando foi emprestado para o Middlesbrough ,quando foi melhor jogador da Segunda Divisão inglesa e quase levando o Middlesbrough para a Premier League.

### Middlesbrough
Em 18 de janeiro de 2017, Bamford ingressou ao Middlesbrough, agora na Premier League, com um contrato de quatro anos e meio. Valor da transferência girou em £ 5,5 milhões.

### Seleção
Bamford jogou pela República da Irlanda uma vez no Sub-18, ele se qualifica para jogar pela Irlanda por ser neto de Irlandeses. 
Em 28 de fevereiro de 2012, Bamford fez sua primeira aparição pelo Inglaterra Sub-19 em um amistoso contra a República Tcheca. Ele entrou no segundo tempo, a apenas 20 minutos em campo seu companheiro de Chelsea, Todd Kane faz um cruzamento que Bamford faz o gol; marcando seu primeiro gol Inglaterra Sub-19. 
Em 17 novembro de 2013 ele foi convocado para a Inglaterra Sub-21 pela primeira vez, foi um jogo contra San Marino Sub-21, depois de um início fantástico para a temporada tendo marcado 12 gols em 20 partidas, dois dias depois Bamford fez sua estréia pelo Sub-21, entrando como um substituto aos 65 minutos na vitória por 9-0 sobre San Marino.
No dia 26 de agosto de 2021, Bamford foi um dos convocados para a seleção da Inglaterra para os jogos nas Eliminatórias da Copa do Mundo FIFA de 2022 contra as seleções da Hungria, Andorra e Polônia.

## Títulos
Leeds United
- EFL Championship: 2019–20, 2024–25